# Volvarina isabelae
Volvarina isabelae is een slakkensoort uit de familie van de Marginellidae. De wetenschappelijke naam van de soort is voor het eerst geldig gepubliceerd in 1946 door Borro.